# Lü Xiuzhi
Lü Xiuzhi (chinesisch 呂 秀芝 / 吕 秀芝, Pinyin Lǚ Xiùzhī; * 26. Oktober 1993) ist eine chinesische Geherin.

## Karriere
Bei den Olympischen Spielen 2012 in London holte Lü Xiuzhi, Zieleinlauf als Fünfte, die Bronzemedaille im 20-km-Gehen, nachdem zwei Athletinnen vor ihr wegen des Missbrauchs von Dopingmitteln disqualifiziert worden waren.
2014 siegte sie bei den Asienspielen in Incheon. Am 21. März 2015 stellte sie beim Chinese Race Walk Grand Prix in Peking mit 1:25:12 h einen Asienrekord auf. Bei den Leichtathletik-Weltmeisterschaften in Peking gewann sie in 1:27:45 h Silber hinter der zeitgleichen Landsmännin Liu Hong.